# Алькубільяс
Алькубільяс (ісп. Alcubillas) — муніципалітет в Іспанії, у складі автономної спільноти Кастилія-Ла-Манча, у провінції Сьюдад-Реаль. Населення — 582 особи (2010).
Муніципалітет розташований на відстані близько 190 км на південь від Мадрида, 75 км на схід від Сьюдад-Реаля.

## Демографія
Динаміка населення (INE ):

## Галерея зображень

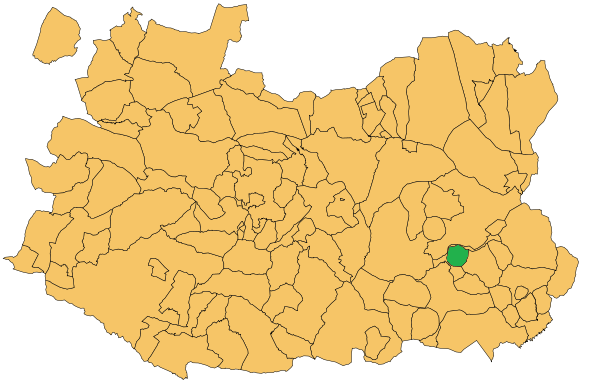
Розташування муніципалітету у провінції Сьюдад-Реаль